# Francis Thibaudeau
Pour les articles homonymes, voir Thibaudeau.
Francis Thibaudeau, né à Cholet (Maine-et-Loire) le 19 avril 1860 et mort à Paris le 7 mars 1925, est un typographe français. Il a travaillé pour la Fonderie G. Peignot & Fils, puis Deberny et Peignot.
Il a conçu le premier système rationnel de classement des caractères en élaborant les volumineux catalogues typographiques des fonderies G. Peignot et Fils (1901-1925) ou Renault et Marcou (1902). Ses deux ouvrages, La Lettre d’imprimerie (1921) et le Manuel français de typographie moderne (1924), sont des références dans le monde de la typographie.
On lui doit l'invention de la technique du « croquis-calque typographique », ancêtre de la lettre transfert apparue dans les années 1960. Enseigné dans toutes les écoles de graphisme avant l'arrivée des ordinateurs, le procédé épargnait nombre d'épreuves aux compositeurs de pages.
Francis Thibaudeau a popularisé son idée en donnant de nombreuses conférences à travers la France et l'Europe.

## Biographie
Francis Thibaudeau entre en apprentissage à La Flèche, puis devient ouvrier typographe à Tours et Angers (1891). En 1883, délégué de la ville d'Angers, il rédige un rapport sur L'Imprimerie à l'Exposition internationale et coloniale d'Amsterdam. En 1892, il « monte » à Paris, s'installe au 4, avenue Reille, et travaille chez l'imprimeur Claude Motteroz jusqu'en 1897 (« Mes cinq années sous sa tutelle comptaient comme les meilleures années de ma vie de travail », écrit-il dans un article de 1911). 
En 1900, il entre comme chef de l'atelier de composition à la fonderie G. Peignot et Fils, où il soutient les efforts du jeune gérant, Georges Peignot, de lier la création typographique aux mouvements de l'art, et en particulier de l'Art nouveau. Il y collabore étroitement avec Eugène Grasset pour la création du Grasset ; avec George Auriol pour la création de la Française-légère, la Française-allongée, l'Auriol-labeur, l'Auriol-champlevé, et le Robur) ; avec Henri Bellery-Desfontaines pour la création du Bellery-Desfontaines-large et du Bellery-Desfontaines-étroit ; avec Georges Peignot en tant que créateur du Cochin et du Nicolas-Cochin ; avec Henri Parmentier pour la création du Garamond ; avec Bernard Naudin, pour la création du Naudin ; avec Guy Arnoux pour la création du Guy-Arnoux capitales.
Il réalise les Spécimens et y publie ses premiers textes théoriques.
En 1902, il crée le Cercle d'études typographiques de Paris. 
En 1914, il est institué délégué français à l'Exposition du livre à Leipzig et réalise la typographie du catalogue avec grand succès. 
En 1921, il est élu vice-président de l'Association corporative de la publicité, avant de terminer président d'honneur.
Il meurt en 1925 des suites d'une congestion pulmonaire. 

## Le système de classification Thibaudeau
En 1921, le système de classification Thibaudeau est la première tentative de classement rationnel des polices d'écriture existantes. Il sera détrôné en 1954 par la classification Vox. 
Les polices de caractères sont classées en 4 grandes familles, rassemblées selon la forme des empattements: les elzévirs, les didots, les égyptiennes et les antiques. 